# Castellaniella denitrificans
Castellaniella denitrificans es una especie de bacteria gramnegativa del género Castellaniella. Fue descrita en el año 2006. Su etimología hace referencia a denitrificación. Es anaerobia facultativa y móvil. Tiene un tamaño de 0,2-0,8 μm de ancho por 1,3-2 μm de largo. Temperatura óptima de crecimiento de 25-30 °C. Forma colonias circulares, con márgenes enteros y de color beige. Se ha aislado de un cultivo anaerobio de lodo. 